# Mamutica

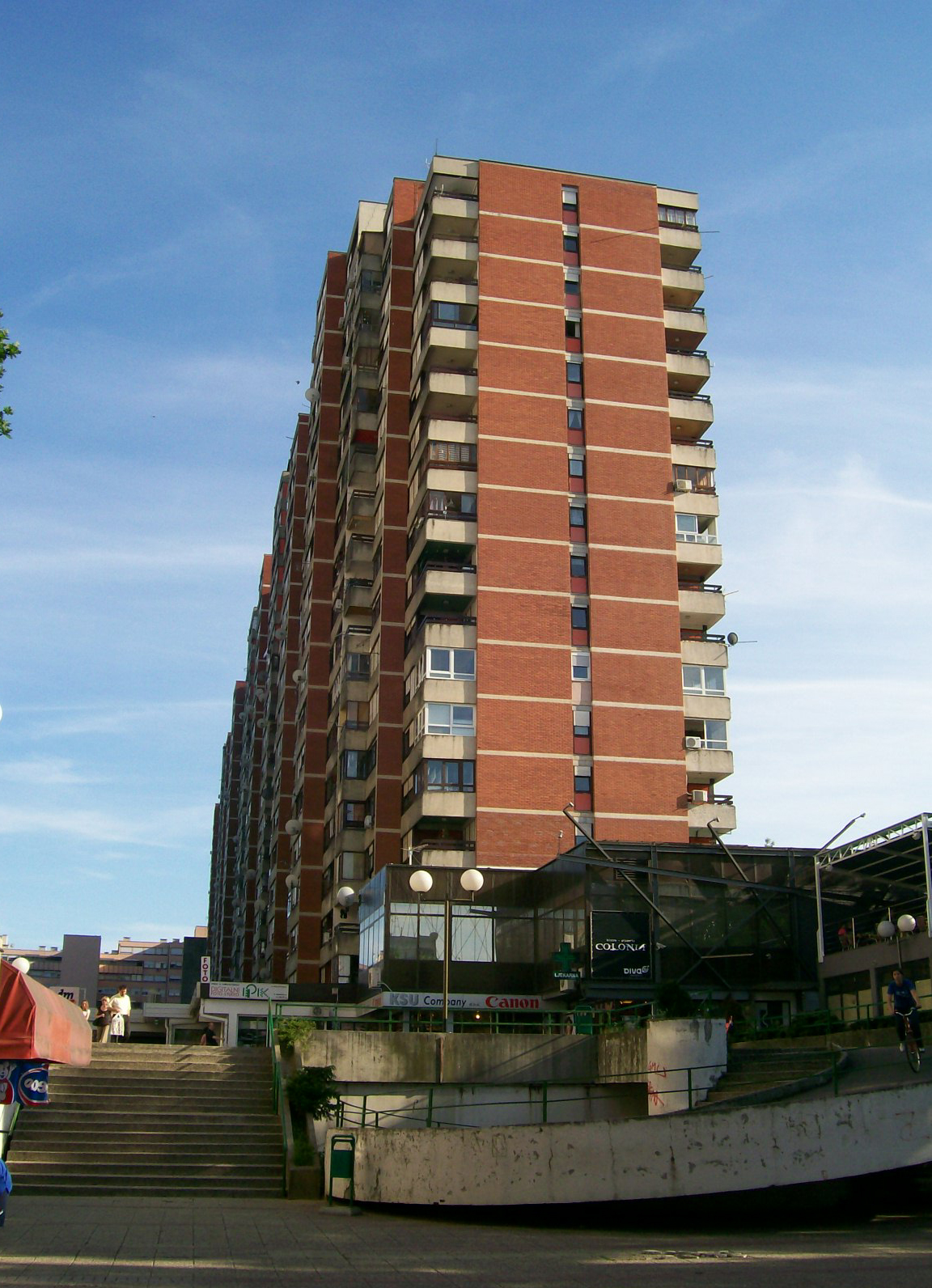
Profilo

Mamutica, in italiano "Il mammut" (o meglio, "La mammut" riferito a "zgrada", sostantivo femminile croato di "palazzo") è il più grande condominio di Zagabria e della Croazia e uno tra i maggiori in Europa, situato nel quartiere Travno.

## Storia
Il palazzo è stato costruito nel 1974 su progetto di Đuro Mirković. Nei suoi 240 metri di larghezza e 70 di altezza (con 20 piani), conta 1 212 appartamenti in cui abitano circa 5 000 persone, per un valore stimato di 135,7 milioni di Euro. Il condominio è noto per varie ragioni. Nel tempo, è stato lo scenario di svariati episodi di cronaca nera, tra cui violenze e stupri negli ascensori, tanto da essere diventato lo scenario dell'omonima serie criminale di 20 episodi trasmessa dal 2009 sulla HTR.
L'edificio è anche oggetto d'attenzione degli ingegneri, perché soggetto a uno sprofondamento nel sottosuolo di 2-3 millimetri al mese, un fenomeno che richiede continui risanamenti delle fondazioni per un costo di circa 10 milioni di kune (ossia oltre 1 milione di Euro), sostenuto sia dal comune sia dai residenti. D'altro canto, l'amministrazione ha tranquillizzato i suoi abitanti sottolineando che il palazzo, costruito dall'esercito durante il titoismo, sia di "ottima fattura" in quanto all'epoca per i soldati veniva dato il meglio. A parte questi problemi, il palazzo è ben mantenuto ed è dotato di appartamenti confortevoli e assolutamente nella media di altri condomini.